# Казачево
Каза̀чево е село в Северна България. То се намира в община Ловеч, област Ловеч.

## История
През 1860 г. заселват прогонените от Крим татари и черкези от Кавказ в селото (тогава се е казвало Татарито).

## Население
Численост и дял на етническите групи според преброяването на населението през 2011 г.:
|                     | Численост | Дял (в %) |
| Общо                | 231       | 100,00    |
| Българи             | 189       | 81,81     |
| Турци               | 0         | 0,00      |
| Цигани              | 14        | 6,06      |
| Други               | 0         | 0,00      |
| Не се самоопределят | 0         | 0,00      |
| Неотговорили        | 24        | 10,38     |

## Обществени институции
- имаше ОУ „Васил Левски“
- Кметство
- Читалище
- Лекарски кабинет
- Поща

## Личности
- Борис Данков, художник, професор в Художествена академия / София /.
- Къню Маринов Кънев (Христо), български партизанин от Партизански отряд „Христо Кърпачев“, офицер доброволец от Отечествената война / 1944 – 1945 /, подпоручик, военен журналист, писател.
- Ганчо Ангелов Вълев – Цвятко, партизанин
- Митко Митков – Славчо (р. 1926), партизанин, генерал-полковник
- Стоян Маринов Георгиев – Арнаут, партизанин
- Христина Маринова Воденичарова – Татяна, партизанка
- Кунчо Трифонов Грозев – писател, хуморист – вестник „Стършел“, „Пресовани Размисли“...

## Други
Казачево е живописно село, разположено на два хълма. През селото минава река, която до края на 80-те години на 20 век беше сравнително пълноводна. По край селото минава река Осъм. Горите около селото бяха почти изсечени и по този начин унищожена флората и фауната.